# Estádio Olímpio Perim
O Estádio Olímpio Perim é um estádio de futebol brasileiro, localizado na cidade de Venda Nova do Imigrante, no estado do Espírito Santo. É utilizado para mando de jogos do Rio Branco Futebol Clube.